# Liacarus koeszegiensis
Liacarus koeszegiensis är en kvalsterart som beskrevs av Balogh 1943. Liacarus koeszegiensis ingår i släktet Liacarus och familjen Liacaridae. Inga underarter finns listade i Catalogue of Life.